# ایرانیان در میان انگلیسی‌ها
ایرانیان در میان انگلیسی‌ها نام کتابی است از دنیس رایت که در سال ۱۹۸۵ منتشر شده‌است. این کتاب را کریم امامی در سال ۱۳۶۴ به فارسی ترجمه کرده و نشر نو منتشر کرده‌است.
در این کتاب دنیس رایت به حضور ایرانی‌ها در انگلستان از اولین سفیر فتحعلی‌شاه قاجار تا پایان دوران قاجار و سفر محصلان ایرانی به انگلستان اشاره کرده و به سفرهای ناصرالدین شاه و مظفرالدین شاه پرداخته‌است. این کتاب از نظر تاریخی مورد توجه و دارای ارزش دانسته شده‌است.